# پوستوویتی
پوستوویتی (به چکی: Pustověty) یک منطقهٔ مسکونی در جمهوری چک است که در ناحیه راکوونیک واقع شده‌است.